# Pliure
En imprimerie, la pliure est le stade du façonnage qui consiste à plier la feuille pour obtenir des cahiers afin de restituer la mise en pages, avant le massicotage. Le pliage de la feuille de papier se réalise sur des plieuses mécaniques.

## Types
Il existe différents types de plis en liaison étroite avec le type de plieuse utilisé :
| Plis       | Types                                                        | Utilisation                       | Plieuse                  |
| ---------- | ------------------------------------------------------------ | --------------------------------- | ------------------------ |
| Croisés    | Symétrique, asymétrique                                      | Brochures, hebdomadaires, livres… | A couteaux               |
| Parallèles | Simple, économique, roulé, accordéon, fenêtre, porte-feuille | Dépliants                         | A poches                 |
| Combinés   | Combinaison de plis croisés et de plis parallèles            |                                   | Mixte (poche et couteau) |

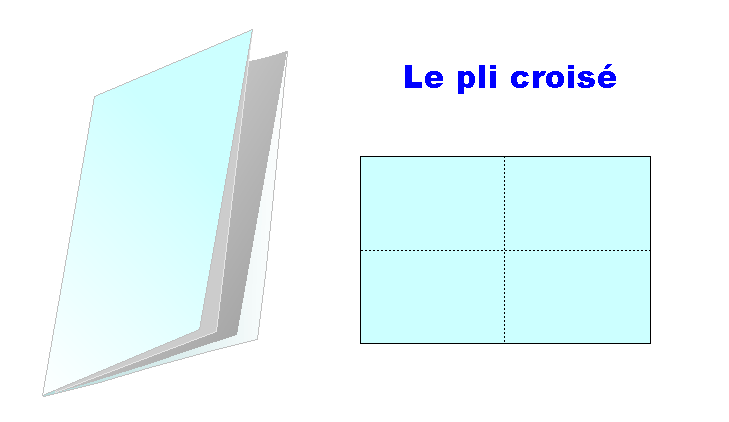
Le pli croisé est utilisé pour réaliser le pliage d'une brochure de plusieurs pages.
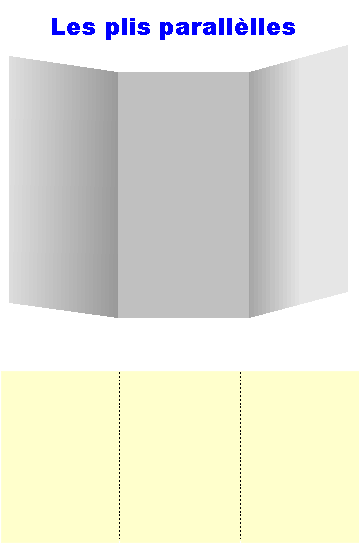
Le pli parallèle utilisé pour réaliser les dépliants.

Les plis parallèles :

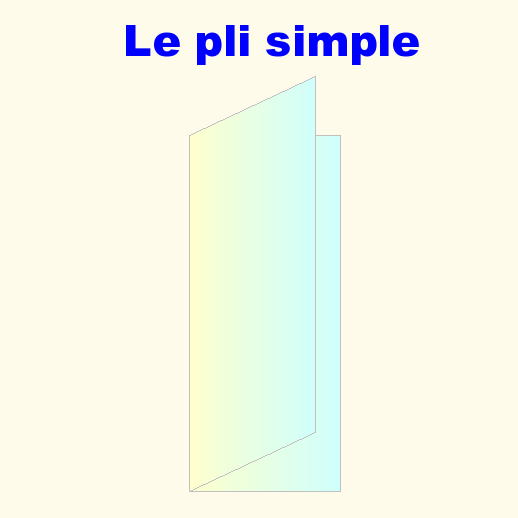
Le pli simple. La feuille est pliée en deux pour obtenir 2 feuillets, soit 4 pages.
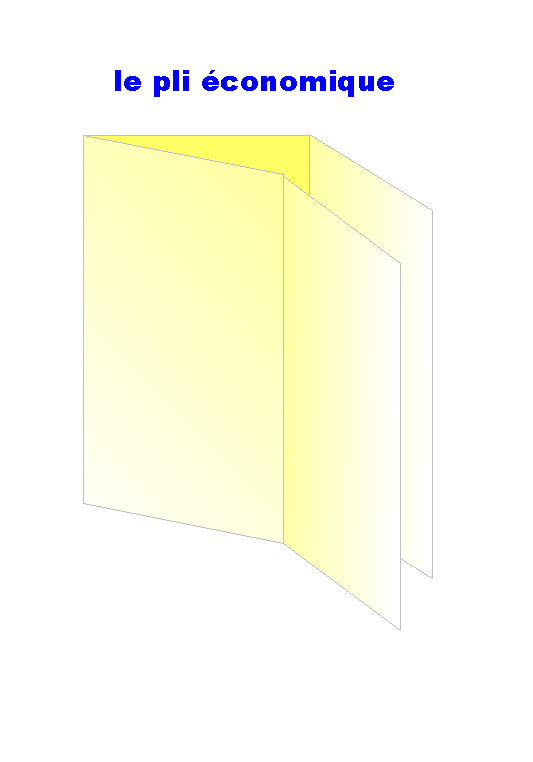
Le pli économique. Il permet d'obtenir un dépliant de huit pages, sans coupe et sans agrafes. Ceci réduit le coût de fabrication.
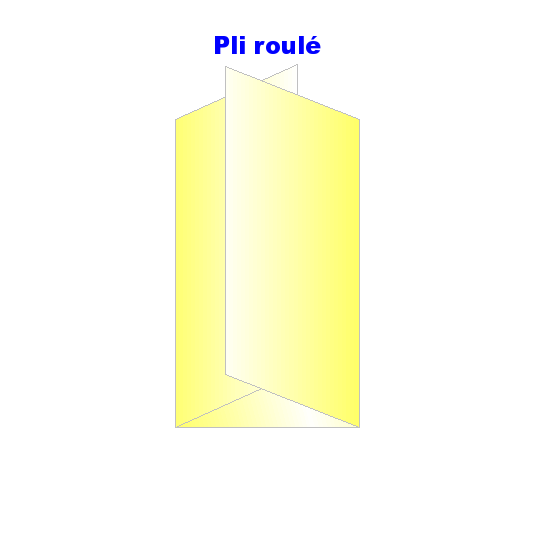
Le pli roulé est réalisé en pliant la feuille au 1/3 du format et ensuite au 2/3. Le feuillet qui vient à l'intérieur, le rabat, doit être légèrement moins large que les autres, si on veut que le dépliant ferme correctement.
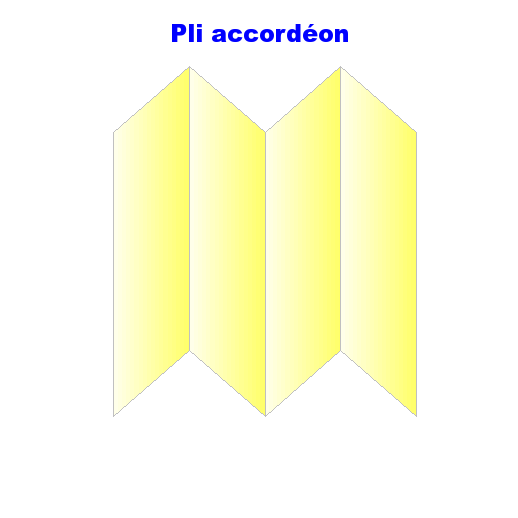
Le pli accordéon est utilisé pour le pliage des cartes géographiques et de livres tels que le leporello et l'orihon.
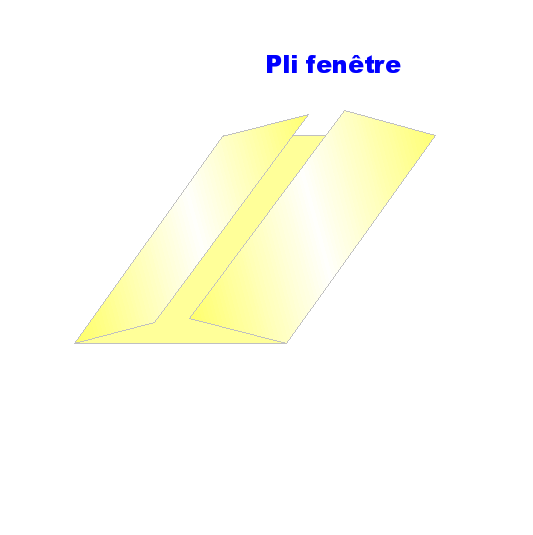
Le pli fenêtre, le dépliant s'ouvre comme une fenêtre.
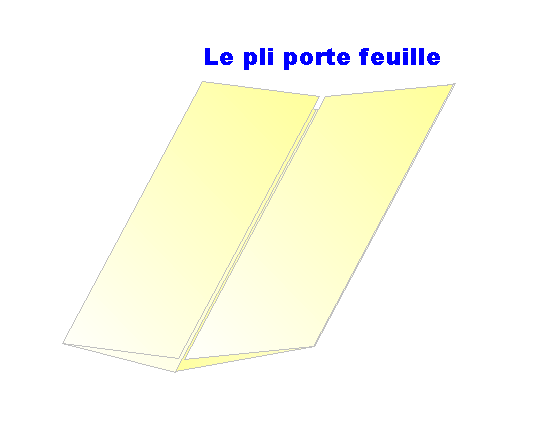
Le pli porte-feuille.

## Informations pratiques
Les mesures les plus usitées pour un dépliant 3 volets, sur base d'un format ouvert A4 (L : 297 mm / H : 210 mm), sont :
- Pli accordéon : 99 mm / 99 mm / 99 mm
- Pli roulé : 100 mm / 100 mm / 97 mm (volet intérieur)